# ساتورو هوشينو
ساتورو هوشينو (باليابانية: 星野 悟) (4 فبراير 1989 في مايه-باشي في اليابان – )؛ هو لاعب كرة قدم ياباني سابق كان يلعب كمدافع.

## وصلات خارجية
- ساتورو هوشينو على موقع رابطة كرة القدم اليابانية للمحترفين (اليابانية)
- ساتورو هوشينو على موقع قاعدة بيانات كرة القدم.إي يو (الإنجليزية)
- ساتورو هوشينو على موقع Soccerway.com (الإنجليزية)